# Женская сборная Ирландии по баскетболу
Женская сборная Ирландии по баскетболу (англ. Ireland women's national basketball  team) — представляет Ирландию на международных соревнованиях по баскетболу.
Управляющей организацией выступает Федерация баскетбола Ирландии (ирл. Cispheil Éireann).
В своей истории ирландки пять раз (1989, 1991, 1993, 2016, 2021) завоёвывали серебряные медали на чемпионате малых стран Европы.
С января 2019 года главным тренером команды является Джеймс Уэлдон. В период с 2003 по 2006 год он также работал ассистентом тренера в сборной.

## Состав
По состоянию на 2024 год (отборочные матчи на Евробаскет 2025):
- Сара Хики, «ВИТ Уайлдкэтс»
- Кейт Хики, «ВИТ Уайлдкэтс»
- Лорин Хоман, «БК Брунелл»
- Эбигейл Рафферти, «Университет ДеСейлс»
- Бриджет Херлихи, «Порта XI Энсино» (Испания)
- Аннализ Мерфи, «Гланмир»
- Грейс Прентер, «Тринити Метеорс»
- Кара МакКлин, «Университет Голуэя»
- Сорча Тирнан, «Лиффи Селтикс»
- Александра Маллиган, «Ольстер Юниверсити Тайгерс»
- Эми Дули, «Гланмир»
- Эйн О’Коннор, «Лиффи Селтикс»
- Миа Ферлонг, «Гланмир»